# Symplectoscyphus pygmaeus
Symplectoscyphus pygmaeus är en nässeldjursart som först beskrevs av V.S. Bale 1882.  Symplectoscyphus pygmaeus ingår i släktet Symplectoscyphus och familjen Sertulariidae. Inga underarter finns listade i Catalogue of Life.